# Jonas Ahnelöv
Jonas Ahnelöv (ur. 11 grudnia 1987 w Huddinge) – szwedzki hokeista, reprezentant Szwecji, olimpijczyk.
Jego brat Jimmy (ur. 1983) oraz kuzyni Martin (ur. 1995) i Gustav (ur. 1996) także zostali hokeistami.

## Kariera
- Huddinge IK J18 (2003-2004)
- Huddinge IK J20 (2003-2005)
- Frölunda J20 (2005-2007)
- Frölunda HC (2005-2008)
  -  Borås HC (2007)
- San Antonio Rampage (2008-2011)
- MODO Hockey (2011-2013)
- Frölunda (2014-2014)
- MODO (2014-2015)
- Awangard Omsk (2015-2018)
- Rögle BK (2018-2019)
- Leksands IF (2019-2023)
- Slovan Bratysława (2023-)

Wychowanek klubu Flemingsbergs IK. Od maja 2015 zawodnik Awangardu Omsk. Po sezonie 2017/2018 odszedł z tego klubu. We wrześniu 2018 został zawodnikiem Rögle BK. Od maja 2019 zawodnik Leksands IF. W grudniu 2023 został zaangażowany przez słowacki Slovan Bratysława.
Uczestniczył w turniejach mistrzostw świata w 2014, 2015 oraz zimowych igrzysk olimpijskich 2018.

## Sukcesy
Reprezentacyjne
- Brązowy medal mistrzostw świata: 2014

Klubowe
- Awans do Allsvenskan: 2006 z Huddinge
- Złoty medal mistrzostw Szwecji: 2009, 2011 z Färjestad
- Złoty medal mistrzostw Szwajcarii: 2015 z HC Davos

Indywidualne
- Elitserien (2010/2011):
  - Skład gwiazd
- KHL (2016/2017):
  - Najlepszy obrońca – ćwierćfinały konferencji[9]
  - Piąte miejsce w klasyfikacji strzelców wśród obrońców w fazie play-off: 3 gole
  - Trzecie miejsce w klasyfikacji +/− w fazie play-off: +12